# تآكل القاعدة الضريبية وتحويل الأرباح
قاعدة تآكل القاعدة الضريبية وتحويل الأرباح (BEPS) تشير إلى استراتيجيات التخطيط الضريبي التي تستخدمها الشركات متعددة الجنسيات لنقل الأرباح من الاقتصادات ذات الضرائب العالية إلى الاقتصادات ذات الضرائب المنخفضة أو المواقع التي لا تفرض ضرائب وحيث يوجد نشاط اقتصادي ضئيل أو معدوم، وبالتالي "تآكل" قاعدة الضرائب في الاقتصادات ذات الضرائب العالية باستخدام مدفوعات قابلة للاستقطاع مثل الفوائد أو الحقوق. بالنسبة للحكومة، تعتبر قاعدة الضرائب هي دخل أو ربح الشركة. يتم فرض الضريبة كنسبة مئوية على هذا الدخل/الربح. عندما يتم نقل هذا الدخل/الربح إلى بلد آخر أو ملاذ ضريبي، يتم تآكل قاعدة الضرائب والشركة لا تدفع ضرائب للبلد الذي يولد الدخل. ونتيجة لذلك، يتم تقليل إيرادات الضرائب وتتعرض الحكومة للتأخير.
تعرّف منظمة التعاون الاقتصادي والتنمية (OECD) استراتيجيات BEPS على أنها "استغلال الثغرات وعدم التوافق في قواعد الضرائب". بينما تعتبر بعض التكتيكات غير قانونية، إلا أن الغالبية ليست كذلك. نظرًا لأن الشركات التي تعمل عبر الحدود يمكنها استخدام BEPS للحصول على ميزة تنافسية على الشركات المحلية، فإنه يؤثر على الاستقامة ونزاهة أنظمة الضرائب. علاوة على ذلك، يقلل من الامتثال العمدي عندما يلاحظ المكلفون أن الشركات متعددة الجنسيات تتجنب بشكل قانوني دفع ضرائب الدخل على الشركات. نظرًا لاعتماد الدول النامية بشكل أكبر على ضريبة الدخل الشركات، فإنها تتأثر بشكل غير متناسب بـ BEPS.
تقدم مراكز التجارة الضريبية للشركات أدوات BEPS لنقل الأرباح إلى هذه المراكز، وأدوات إضافية لتجنب دفع الضرائب داخل المركز (مثل "أداة CAIA" في أيرلندا). تكلف أنشطة BEPS الدول 100-240مليار دولار سنويًا من الإيرادات المفقودة، وهو ما يمثل 4-10 بالمئة من إجمالي جمع ضريبة الدخل الشركات على مستوى العالم.
يُزعم أن أدوات BEPS مرتبطة بشكل أساسي بالشركات المتعددة الجنسيات الأمريكية في قطاع التكنولوجيا والعلوم الحياتية. أظهرت بعض الدراسات أن استخدام أدوات BEPS من قبل الشركات المتعددة الجنسيات الأمريكية يعزز إيرادات الخزانة الأمريكية على المدى الطويل و عائدات المساهمين على حساب البلدان الأخرى.